# Sexto Neranio Capitón
Sexto Neranio Capitón (en latín Sextus Neranius Capito) fue un senador romano del siglo I, que desarrolló su carrera política bajo los imperios de Claudio, Nerón, Vespasiano y Tito. 

## Carrera política
Su único cargo conocido fue el de consul suffectus en 80, bajo Tito.